# Sulambek Mamilov
Sulambek Achmetovič Mamilov (in russo Суламбек Ахметович Мамилов?; Ordžonikidze, 27 agosto 1938 – Mosca, 12 gennaio 2023) è stato un regista sovietico.

## Filmografia parziale

### Regista
- Damskoe tango (1983)
- Den' gneva (1985)
- Ubijstvo na "Ždanovskoj" (1992)